# Friedrich Voges
Friedrich Voges (* 25. Oktober 1912 in Hamburg-Wilhelmsburg; † 16. Oktober 1976 ebenda) war ein deutscher Arzt und Standespolitiker.

## Werdegang
Friedrich Voges besuchte das Gymnasium in Wilhelmsburg. Nach dem Abitur studierte er an der Georg-August-Universität Göttingen, der Philipps-Universität Marburg und der Albert-Ludwigs-Universität Freiburg Medizin. 1938 wurde er in Freiburg zum Dr. med. promoviert. Anschließend arbeitete er im Allgemeinen Krankenhaus Harburg. Als Sanitätsoffizier der Kriegsmarine diente er im Zweiten Weltkrieg vorwiegend auf Vorpostenbooten. Er erhielt das Kriegsabzeichen für Minensuch-, U-Boot-Jagd- und Sicherungsverbände und das Eiserne Kreuz II. und I. Klasse.
Nach Kriegsende richtete er in Wilhelmsburg eine Kassenarztpraxis ein. 1950 wählten ihn die Hamburger Ärzte in die Vertreterversammlung der Kassenärztlichen Vereinigung. 1952 wurde er Mitglied des geschäftsführenden Vorstands der Arbeitsgemeinschaft der Kassenärztlichen Vereinigungen der Länder. Von 1957 bis 1969 war Voges in Nachfolge von Ludwig Sievers Vorsitzender der  Kassenärztlichen Bundesvereinigung. 1976 war er Vorsitzender des Bundesverbandes der Freien Berufe. 1969 wurde Voges auf dem 72. Deutschem Ärztetag in Hannover mit der Paracelsus-Medaille ausgezeichnet. 1972 erhielt er die Ludwig-Sievers-Medaille. Beigesetzt wurde er auf dem Friedhof der Kreuzkirche Kirchdorf.